# Jacek Witkoś
Jacek Ireneusz Witkoś (ur. 22 lutego 1963 w Szczecinie) – polski filolog angielski, specjalizujący się w zakresie językoznawstwa angielskiego, profesor nauk humanistycznych (2006), od 2008 roku prorektor Uniwersytetu im. Adama Mickiewicza w Poznaniu.

## Życiorys
Studia ukończył na dwóch kierunkach – nauk politycznych w Instytucie Nauk Politycznych i Dziennikarstwa UAM w 1986 oraz filologii angielskiej w Instytucie Filologii Angielskiej UAM w 1987. Stopień naukowy doktora nauk humanistycznych uzyskał w 1993 na tej samej uczelni, na podstawie pracy Some Aspects of Phrasal Movement in English and Polish, której promotorem był Tadeusz Zabrocki. Stopień doktora habilitowanego nauk humanistycznych uzyskał w 1998 w oparciu o rozprawę zatytułowaną The Syntax of Clitics: Steps Toward a Minimalist Account.
Tytuł profesora nauk humanistycznych otrzymał w 2006.
Od 1988 jest zatrudniony w Instytucie Filologii Angielskiej Wydziału Neofilologii Uniwersytetu im. Adama Mickiewicza, przekształconym w 2012 w Wydział Anglistyki UAM. W 2010 decyzją Senatu UAM mianowany na stanowisko profesora zwyczajnego.
Pełnione funkcje:
- wicedyrektor Instytutu Filologii Angielskiej (1999-2005)[3]
- prodziekan Wydziału Neofilologii ds. Nauki (2005-2008)[3]
- od roku 1999 kierownik Zakładu Angielsko-Polskiego Językoznawstwa Porównawczego Wydziału Anglistyki UAM[3]
- w latach 2008-2016 prorektor UAM ds. Nauki i Współpracy Międzynarodowej w gabinecie rektora Bronisława Marciniaka[4], odpowiedzialny za badania międzynarodowe[5] oraz współpracę międzynarodową[6]
- w latach 2008-2016 członek Rady Naukowej Ogrodu Botanicznego UAM[7]

Od 2014 wiceprzewodniczący Santander Network (SGroup European Universities' Network).
Zainteresowania naukowe obejmują językoznawstwo angielskie, gramatykę generatywną, składnię i morfologię języka angielskiego, składnię i morfologię porównawczą angielsko-polską, składnię języków germańskich i słowiańskich oraz aspekty nauczania języka angielskiego jako obcego.
Wykładał gościnnie na uniwersytetach w Stuttgarcie, Tübingen, Ottawie, Tromsoe, Lipsku, Berlinie i Getyndze.
Kandydat na Rektora Uniwersytetu im. Adama Mickiewicza w Poznaniu na kadencję 2016-2020.

## Wybrane publikacje
- 1998 Jacek Witkoś, The Syntax of Clitics: Steps towards a Minimalist Account. Poznań: Motivex. (ISBN 83-87314-07-2)
- 2003 Jacek Witkoś, Movement and Reconstruction: Questions and Principle C Effects in English and Polish. Frankfurt am Main: Peter Lang Verlag.  (ISBN 3-631-51867-6)
- 2014 Jacek Witkoś, Sylwiusz Żychliński. On Visser’s Generalization. The Linguistic Review 31 (3-4): 635-667.

## Wyróżnienia
- nagroda ministerialna za prace w projekcie leksykonograficznym Collins English-Polish, Polish-English Dictionary, 1997
- nagroda rektora za osiągnięcia naukowe, 1999
- Krzyż Kawalerski Orderu Odrodzenia Polski (2019)[11]